# Ле Гозје
Ле Гозје (фр. Le Gosier) град је у Француској, у департману Гваделуп.
По подацима из 1999. године број становника у месту је био 25.360.

## Демографија
| 1999.  | 2011.  |
| ------ | ------ |
| 25.360 | 26.739 |